# Groveland (Florida)
Groveland ist eine Stadt im Lake County im US-Bundesstaat Florida. Das U.S. Census Bureau hat bei der Volkszählung 2020 eine Einwohnerzahl von 18.505 ermittelt.

## Geographie
Groveland grenzt im Westen an die Stadt Mascotte. Die Stadt liegt rund 30 km südlich von Tavares sowie etwa 40 km westlich von Orlando.

## Demographische Daten
Laut der Volkszählung 2010 verteilten sich die damaligen 8729 Einwohner auf 3143 Haushalte. Die Bevölkerungsdichte lag bei 1283,7 Einw./km². 65,6 % der Bevölkerung bezeichneten sich als Weiße, 17,0 % als Afroamerikaner, 0,1 % als Indianer und 2,5 % als Asian Americans. 9,5 % gaben die Angehörigkeit zu einer anderen Ethnie und 4,3 % zu mehreren Ethnien an. 25,9 % der Bevölkerung bestand aus Hispanics oder Latinos.
Im Jahr 2010 lebten in 47,5 % aller Haushalte Kinder unter 18 Jahren sowie 22,1 % aller Haushalte Personen mit mindestens 65 Jahren. 79,0 % der Haushalte waren Familienhaushalte (bestehend aus verheirateten Paaren mit oder ohne Nachkommen bzw. einem Elternteil mit Nachkomme). Die durchschnittliche Größe eines Haushalts lag bei 3,04 Personen und die durchschnittliche Familiengröße bei 3,36 Personen.
32,7 % der Bevölkerung waren jünger als 20 Jahre, 27,5 % waren 20 bis 39 Jahre alt, 25,0 % waren 40 bis 59 Jahre alt und 14,7 % waren mindestens 60 Jahre alt. Das mittlere Alter betrug 34 Jahre. 49,8 % der Bevölkerung waren männlich und 50,2 % weiblich.
Das durchschnittliche Jahreseinkommen lag bei 49.444 $, dabei lebten 10,7 % der Bevölkerung unter der Armutsgrenze.
Im Jahr 2000 war Englisch die Muttersprache von 87,62 % der Bevölkerung, spanisch sprachen 10,99 % und 1,39 % sprachen deutsch.

## Sehenswürdigkeiten
Am 5. Oktober 2006 wurde das Edge House in das National Register of Historic Places eingetragen.

## Verkehr
Groveland wird vom Florida’s Turnpike, dem U.S. Highway 27 sowie den Florida State Roads 19, 33 und 50 durchquert. Der nächste Flughafen ist der Orlando International Airport (etwa 60 km östlich).